# Opérateur de Hutchinson
En mathématiques, dans l'étude des fractales, un opérateur d' Hutchinson est défini à partir d'un ensemble de contractions, appelé système de fonctions itérées. 

## Définition
Soit {\displaystyle \{f_{i}:X\to X\ |\ 1\leq i\leq N\}} un ensemble de contractions d'un espace métrique complet {\displaystyle X} dans lui-même. L'opérateur {\displaystyle H} est défini sur des sous-ensembles compacts {\displaystyle S\subset X} comme
{\displaystyle H(S)=\bigcup _{i=1}^{N}f_{i}(S).\,}

itération d'un opérateur d'Hutchinson à partir d'un carré S_{0}.

Une question clé est de décrire les attracteurs {\displaystyle A=H(A)} de cet opérateur, qui sont des ensembles compacts. Un moyen de génération d'un tel ensemble est de commencer avec un premier ensemble compact {\displaystyle S_{0}\subset X} (qui peut être un point tout simplement) et d'itérer {\displaystyle H} comme suit :
{\displaystyle S_{n+1}=H(S_{n})=\bigcup _{i=1}^{N}f_{i}(S_{n})}
et en prenant la limite, l'itération converge vers l'attracteur
{\displaystyle A=\lim _{n\to \infty }S_{n}.}

## Propriétés
Hutchinson a montré en 1981, l'existence et l'unicité de l'attracteur {\displaystyle A}.